# 勝木駅

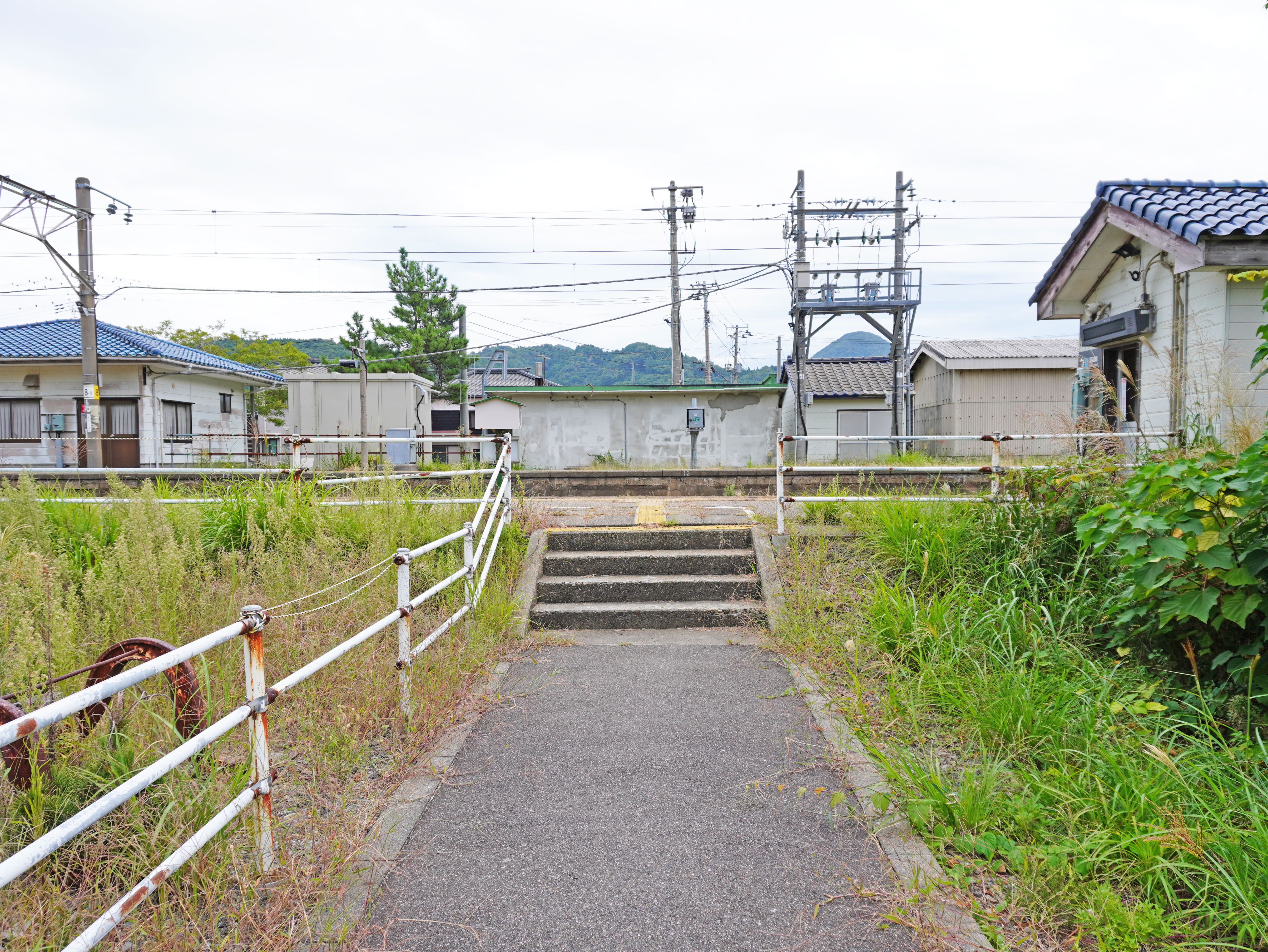
西口（2022年9月）

勝木駅（がつぎえき）は、新潟県村上市勝木にある、東日本旅客鉄道（JR東日本）羽越本線の駅である。

## 歴史
- 1924年（大正13年）7月31日：村上 - 鼠ケ関間開業時に開設[1]。
- 1967年（昭和42年）
  - 4月：荷役用ジブクレーンの使用を停止。
  - 12月：荷役用ジブクレーンを撤去。
- 1969年（昭和44年）10月1日：手荷物と小荷物の配達取り扱いを廃止[1]。
- 1972年（昭和47年）9月1日：貨物と荷物の取り扱いを廃止[2]、無人化[3]。
- 1987年（昭和62年）4月1日：国鉄分割民営化に伴い、東日本旅客鉄道の駅となる[1]。
- 1988年（昭和63年）3月：現駅舎に改築。
- 2004年（平成16年）4月1日：駅業務の委託（簡易委託）を解除（実際の切符販売は2003年〈平成15年〉12月まで）。

## 駅構造
相対式ホーム2面2線を有する地上駅である。両ホームは跨線橋で連絡している。
村上駅管理の無人駅となっている。駅舎のある山側の東口のほか、駅舎のない海側には西口がある。簡易委託駅だった昭和60年代までは、近距離の硬券乗車券も発売していた。
勝木 - 府屋間には、複線化に対応した新線の構造物がいくつか完成しているが、現在のところ切り換えの予定はない。海沿いに名撮影地としても有名だった旧線跡（国道7号の旧道も沿っている）が残っている。

### のりば
| 番線 | 路線      | 方向 | 行先           |
| ---- | --------- | ---- | -------------- |
| 1    | ■羽越本線 | 上り | 村上・新津方面 |
| 2    | ■羽越本線 | 下り | 鶴岡・酒田方面 |

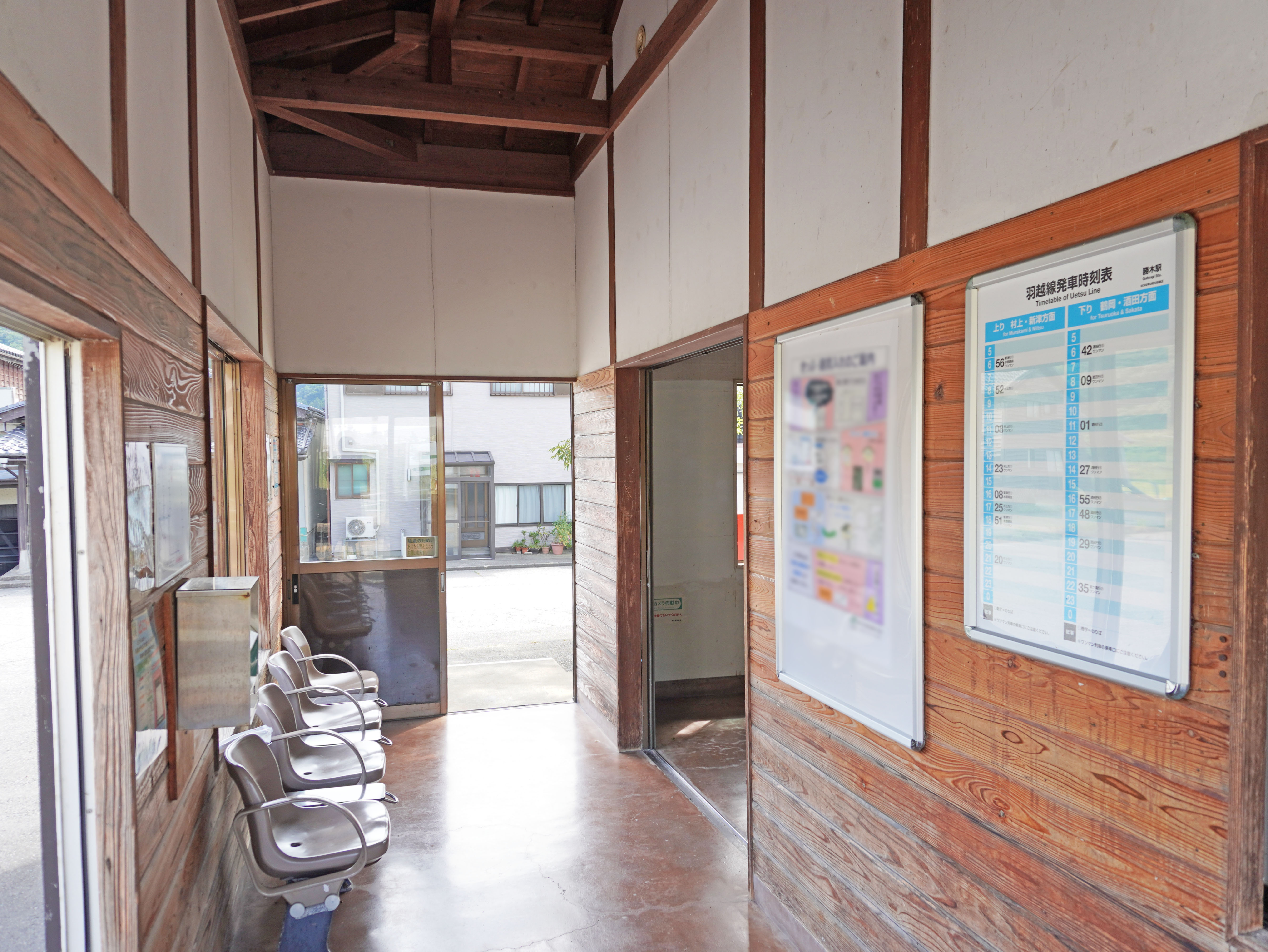
待合室（駅舎内）（2022年9月）
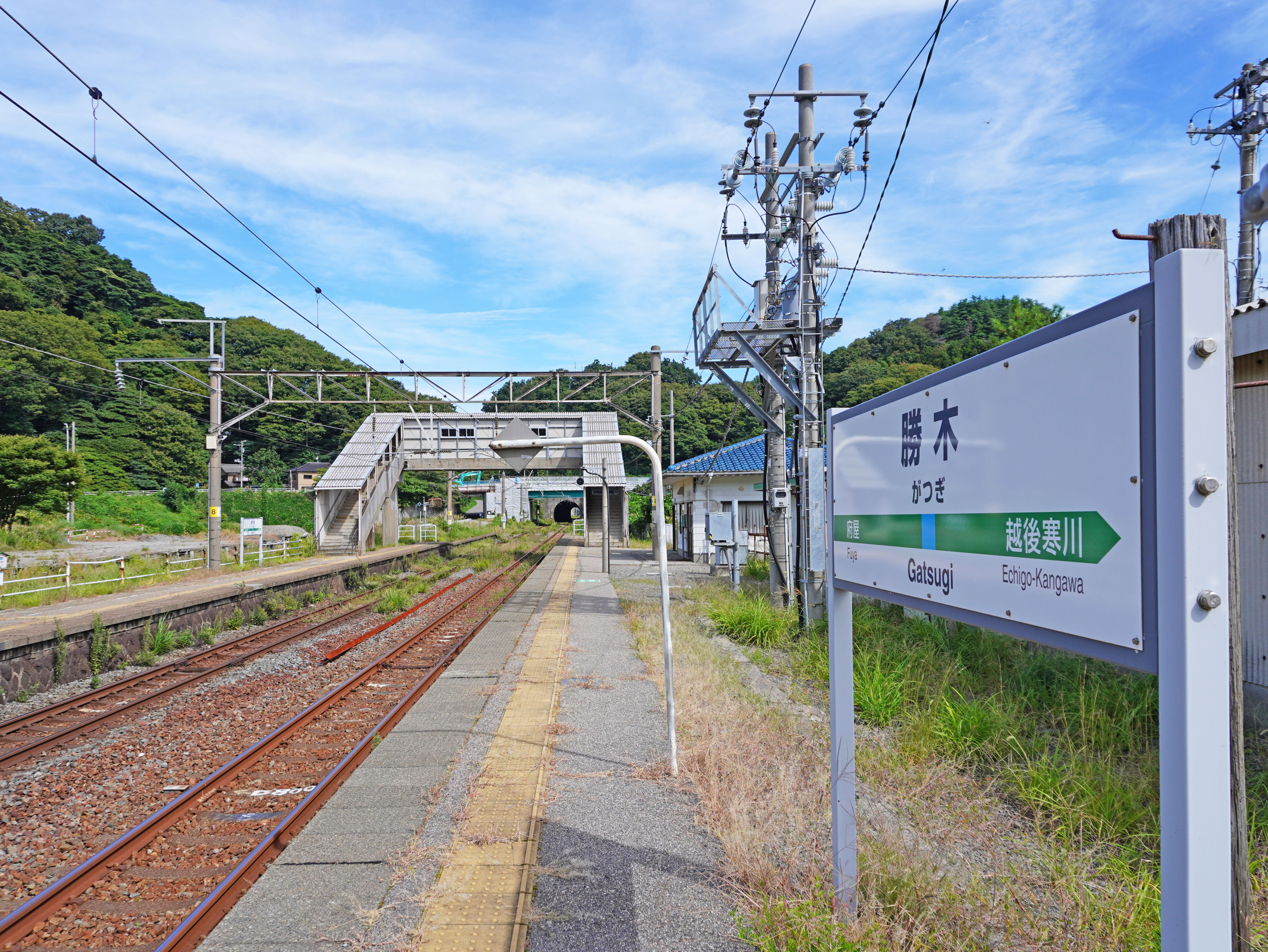
ホーム（2022年9月）
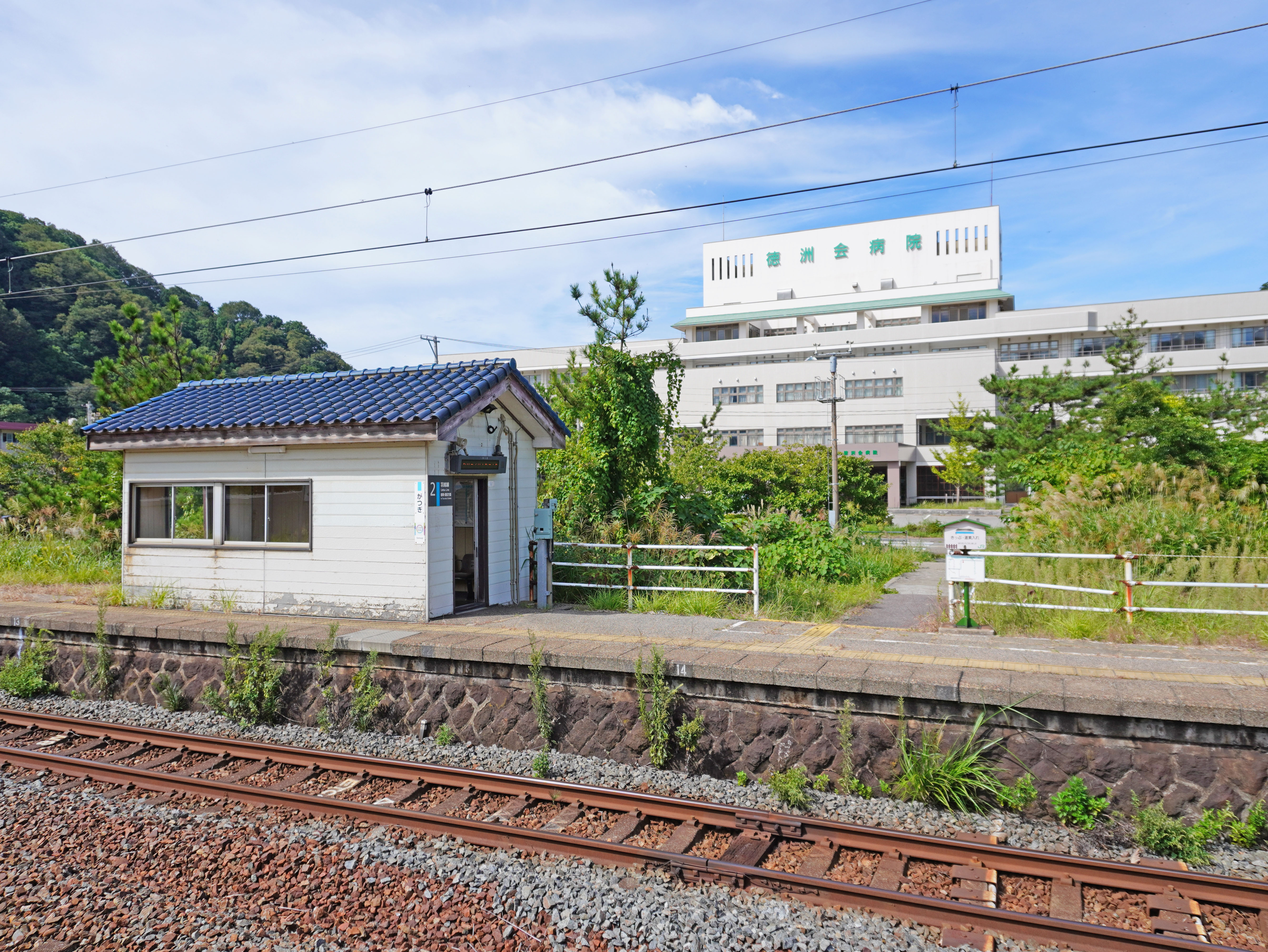
2番線ホーム待合室と西口（2022年9月）

## 駅周辺
かつて観光列車「きらきらうえつ」が停車していた際は周辺散策コースが設定され、交流の館「八幡」の入浴料割引なども行われていた。
- 筥堅八幡宮社叢（国の天然記念物） - 西口から参道まで徒歩約2分。
- 勝木郵便局
- 国道7号
- 国道345号
- 勝木ゆり花温泉
  - 山北徳洲会病院 - 西口から徒歩約1分。
  - 山北ゆり花温泉 交流の館「八幡」 - 西口から徒歩約3分。
  - 勝木ゆり花会館 - 東口から徒歩約5分。
- あさひ食堂
- 寝屋漁港
- 碁石海水浴場・碁石キャンプ場
- JR総研勝木塩害実験場

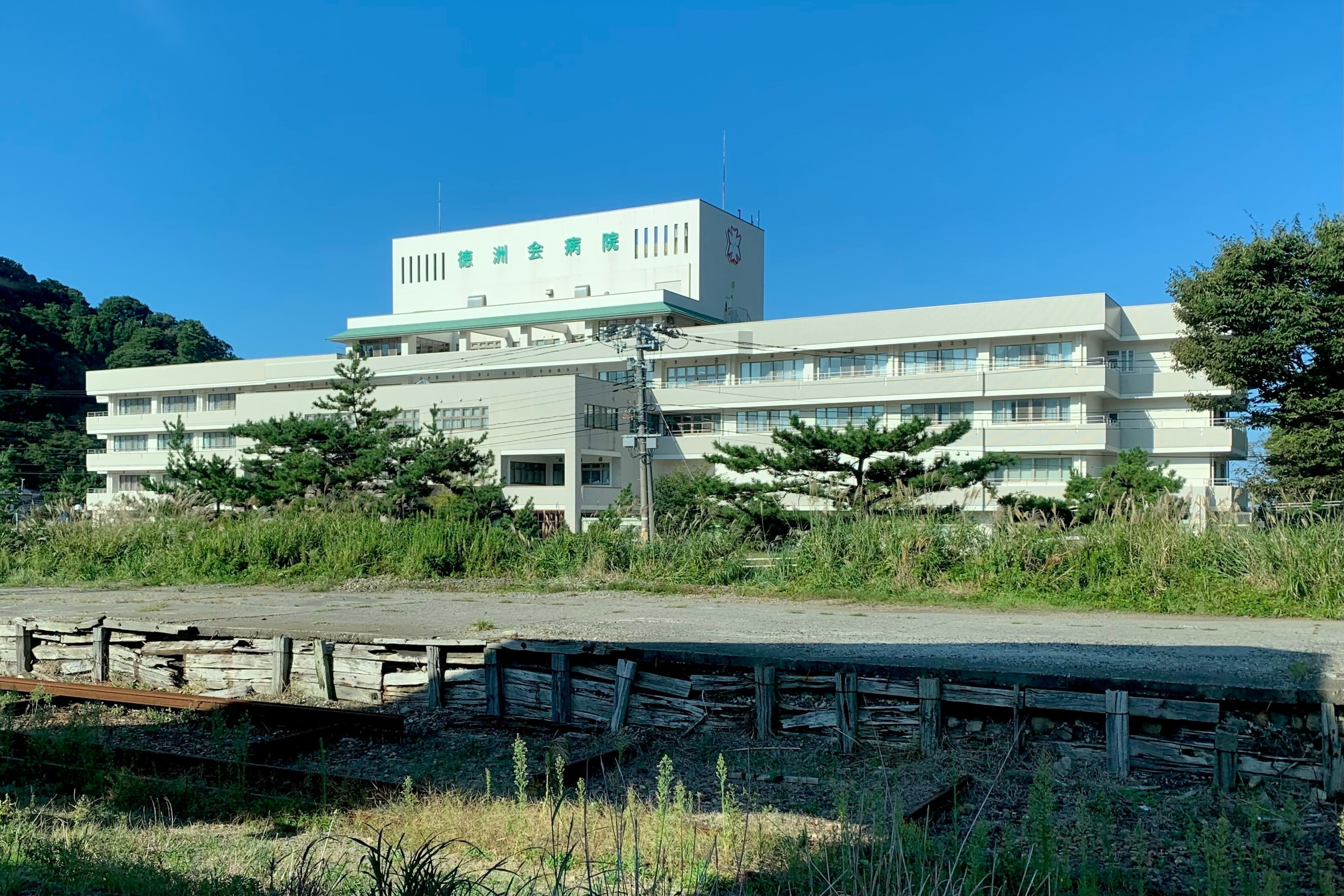
山北徳洲会病院
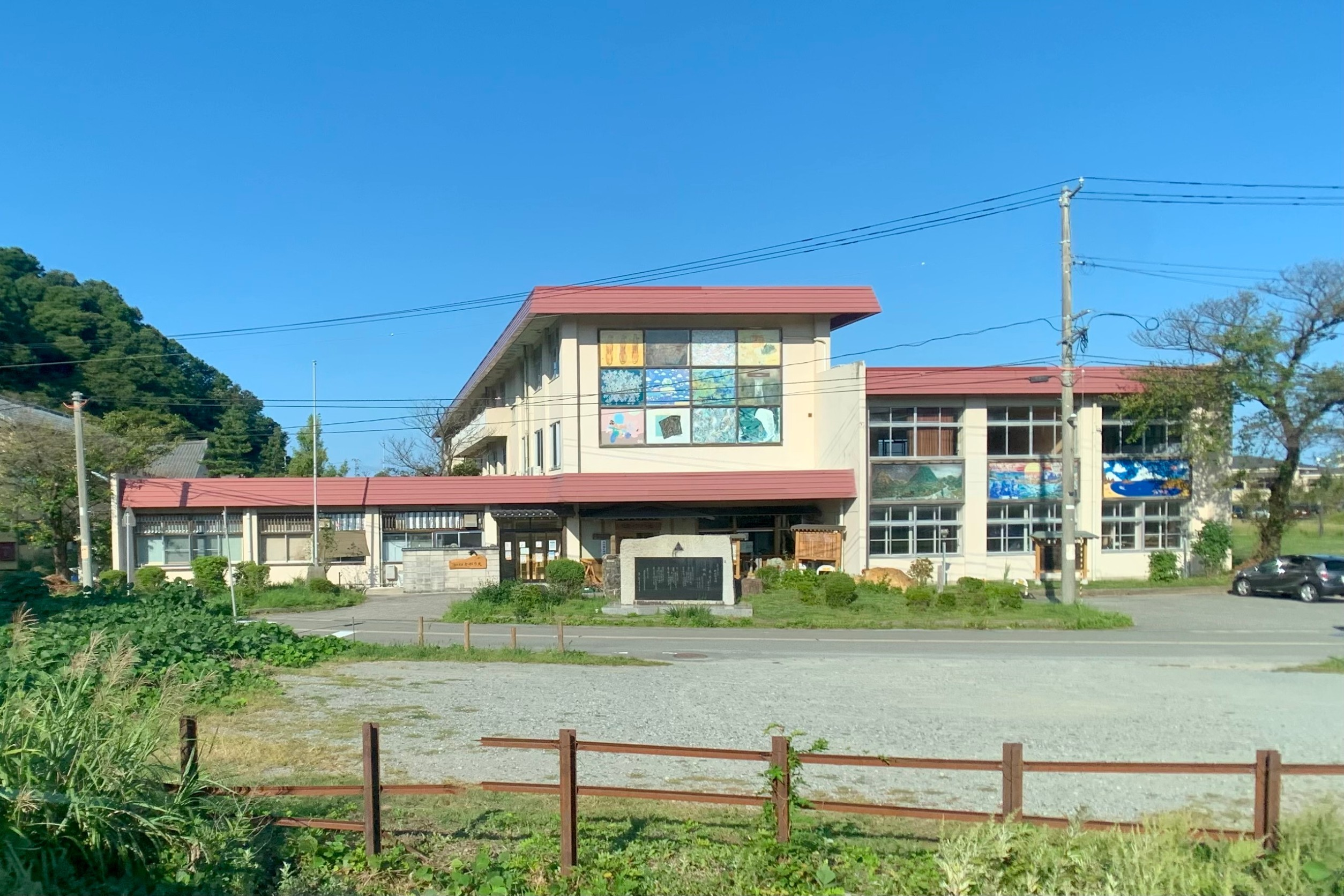
山北ゆり花温泉 交流の館「八幡」

## バス路線
新潟交通観光バス勝木営業所の路線バスが「勝木駅前」バス停または「山北徳洲会病院前」バス停から発着する。
- 府屋中町 行き
- 勝木営業所 行き
- 大毎 行き
- 雷 行き
- 中継 行き
- 寒川 行き

## 隣の駅
東日本旅客鉄道（JR東日本）
■羽越本線
越後寒川駅 - 勝木駅 - 府屋駅